# Muttler
 El Muttler (3296 m) es la montaña más alta de los Alpes de Samnaun. Se encuentra al sur de Samnaun en el cantón suizo de Graubünden. Desde 1972 hasta 2011, hubo un transmisor al oeste de la cumbre. 